# ربث (حجر)
'

تعديل مصدري - تعديل

ربث هي إحدى قرى عزلة الجول بمديرية حجر التابعة لمحافظة حضرموت، بلغ تعداد سكانها 68 نسمة حسب تعداد اليمن لعام 2004.